# الکساندر کونیگ
الکساندر کونیگ (انگلیسی: Alexander Koenig؛ زاده ۲۰ فوریهٔ ۱۸۵۸ - درگذشته ۱۶ ژوئیهٔ ۱۹۴۰) یک جانورشناس اهل آلمان بود.